# 桃園市立大溪國民中學
桃園市立大溪國民中學（英文：Daxi Junior High School），簡稱大溪國中、溪中，位於台灣桃園市大溪區。

## 歷史沿革
- 1946年：桃園縣立大溪初級中學成立。
- 1956年：於桃園市設立桃園分部。
- 1959年：桃園分部獨立設校，定名為桃園縣立文昌初級中學，後改制為桃園縣立文昌國民中學。
- 1961年：於八德市設立八德分部。
- 1963年：八德分部獨立設校，定名為桃園縣立八德初級中學，後改制為桃園縣立八德國民中學。
- 1964年：於一心里設立一心分部。
- 1966年：於復興鄉設立復興分部。
- 1967年：一心分部獨立設校，定名為桃園縣立大漢初級中學，後改制為桃園縣立大漢國民中學。
- 1968年：實施九年國民義務教育，更名為桃園縣立大溪國民中學，復興分部獨立設校為桃園縣立介壽國民中學。
- 1972年：於員樹林籌備增設桃園縣立仁和國民中學。
- 1975年：先總統蔣介石辭世，奉教育廳核定改校名為桃園縣立武嶺國民中學。
- 1982年：附設補習學校成立。
- 1992年：校名恢復為桃園縣立大溪國民中學。
- 1995年：奉准成立抽離式特教班(多元學習中心)。
- 2014年：12月25日，因應桃園縣升格改制為直轄市，更名為桃園市立大溪國民中學。
- 2016年：奉准增設集中式特教班。
- 2017年：奉准增設體育班。

## 著名校友
- 任季男：中華民國陸軍中將，畢業於此校第三屆，現任陸軍第六軍團指揮部指揮官。
- 邱創良：前立法委員、前台灣省議員、前桃園縣議會議員
- 邱顯二：前桃園縣議會議員
- 李柏坊：桃園市議會議員
- 呂學晟：國立台灣科技大學企業管理系教授

## 歷任校長
| 任期 | 姓名       | 任職日期  | 離職日期  | 備註                                                           |
| ---- | ---------- | --------- | --------- | -------------------------------------------------------------- |
| 1    | 葉墩煌先生 | 1946年8月 | 1948年7月 | 調任桃園縣立桃園中學。                                         |
| 2    | 張國鈞先生 | 1948年8月 | 1949年7月 | 調任桃園縣立中壢中學。                                         |
| 3    | 傅緯武先生 | 1949年8月 | 1972年7月 | 原澎湖縣縣長轉任，任職23年退休。                               |
| 4    | 莊鶴齡先生 | 1972年8月 | 1980年7月 | 原桃園縣立介壽國民中學校長轉任，調任桃園縣立中興國民中學。     |
| 5    | 林文彬先生 | 1980年8月 | 1990年7月 | 原桃園縣教育局督學轉任，調任桃園縣立新明國民中學。             |
| 6    | 鄭俊超先生 | 1990年8月 | 1994年2月 | 原桃園縣立大坡國民中學校長轉任，調任桃園縣立竹圍國民中學。     |
| 7    | 鍾禮章先生 | 1994年8月 | 1996年7月 | 原桃園縣立草漯國民中學校長轉任，調任桃園縣立自強國民中學。     |
| 8    | 王輝榮先生 | 1996年8月 | 1997年7月 | 桃園縣教育局督學代理，調任桃園縣立富岡國民中學。               |
| 9    | 李國亮先生 | 1997年8月 | 2005年7月 | 原桃園縣立永豐高級中學籌備處主任轉任，任滿退休。               |
| 10   | 曾素鳳女士 | 2005年8月 | 2011年7月 | 原桃園縣立永安國民中學校長轉任，調任桃園縣立同德國民中學。     |
| 11   | 祁樹華女士 | 2011年8月 | 2019年7月 | 原桃園縣立福豐國民中學總務主任升任，調任桃園市立大崙國民中學。 |
| 12   | 陳雅玲女士 | 2019年8月 | 2023年7月 | 原桃園市立經國國民中學校長轉任，調任桃園市立慈文國民中學。     |
| 13   | 林晏瑄女士 | 2023年8月 | 現任      | 原桃園市立平鎮國民中學教務主任升任。                           |

## 歷任家長會長
| 任期 | 姓名       | 任職開始   | 任職結束  |
| ---- | ---------- | ---------- | --------- |
| 1    | 蔡來旺先生 | 1947年10月 | 1952年9月 |
| 2    | 趙承祿先生 | 1952年10月 | 1957年9月 |
| 3    | 鄭登祿先生 | 1957年10月 | 1963年9月 |
| 4    | 呂傳命先生 | 1963年10月 | 1968年9月 |
| 5    | 黃茂炎先生 | 1938年10月 | 1970年9月 |
| 6    | 陳石隆先生 | 1970年10月 | 1976年9月 |
| 7    | 簡韜鏘先生 | 1976年10月 | 1979年9月 |
| 8    | 李謙源先生 | 1979年10月 | 1980年9月 |
| 9    | 范振武先生 | 1980年10月 | 1986年9月 |
| 10   | 沈國雄先生 | 1986年10月 | 1987年9月 |
| 11   | 蘇勳練先生 | 1987年10月 | 1988年9月 |
| 12   | 簡祺偉先生 | 1988年10月 | 1989年9月 |
| 13   | 林金池先生 | 1989年10月 | 1990年9月 |
| 14   | 許茂仁先生 | 1990年10月 | 1991年9月 |
| 15   | 徐邦福先生 | 1991年10月 | 1993年9月 |
| 16   | 陳清源先生 | 1993年10月 | 1994年9月 |
| 17   | 邱財榮先生 | 1994年10月 | 1995年9月 |
| 18   | 吳聰智先生 | 1995年10月 | 1996年9月 |
| 19   | 江衍明先生 | 1996年10月 | 1998年9月 |
| 20   | 簡源炎先生 | 1998年10月 | 1999年9月 |
| 21   | 黃金亮先生 | 1999年10月 | 2000年9月 |
| 22   | 江璧雄先生 | 2000年10月 | 2001年9月 |
| 23   | 黃睿澤先生 | 2001年10月 | 2002年9月 |
| 24   | 陳振章先生 | 2002年10月 | 2003年9月 |
| 25   | 游志成先生 | 2003年10月 | 2004年9月 |
| 26   | 簡志宏先生 | 2004年10月 | 2006年9月 |
| 27   | 孫淑嬡女士 | 2006年10月 | 2007年9月 |
| 28   | 徐俊南先生 | 2007年10月 | 2009年9月 |
| 29   | 陳金界先生 | 2009年10月 | 2010年9月 |
| 30   | 李鴻春先生 | 2010年10月 | 2011年9月 |
| 31   | 張正達先生 | 2011年10月 | 2012年9月 |
| 32   | 曾祥義先生 | 2012年10月 | 2014年9月 |
| 33   | 呂理惶先生 | 2014年10月 | 2015年9月 |
| 34   | 簡勝強先生 | 2015年10月 | 2016年9月 |
| 35   | 林繼森先生 | 2016年10月 | 2017年9月 |
| 36   | 劉淇湧先生 | 2017年10月 | 2018年9月 |
| 37   | 王金安先生 | 2018年10月 | 2019年9月 |
| 38   | 陳亨熙先生 | 2019年10月 | 2020年9月 |
| 39   | 鄧福祥先生 | 2020年10月 | 2021年9月 |
| 40   | 林進賢先生 | 2021年10月 | 2023年9月 |
| 41   | 詹友綜先生 | 2023年10月 | 現任會長  |

## 學區
康安里、義和里、福安里、一德里、新峰里、田心里、福仁里、月眉里、瑞興里、永福里、中新里、美華里、一心里、興和里、復興里。

## 外部連結
- 桃園市立大溪國民中學 （页面存档备份，存于）